# Astroceras annulatum
Astroceras annulatum is een slangster uit de familie Euryalidae.
De wetenschappelijke naam van de soort werd in 1933 gepubliceerd door Theodor Mortensen.